# Can Vidal (Mont-ras)
Can Vidal és una obra gòtica de Mont-ras (Baix Empordà) inclosa a l'Inventari del Patrimoni Arquitectònic de Catalunya.

## Descripció
Edifici entre mitgeres situat en una cantonada del carrer Major; consta de planta i un pis, amb teulada a dues vessants. La façana principal dona al carrer Major; és atalussada a la banda esquerra i presenta com a elements remarcables la porta d'accés, d'arc de mig punt decorat amb relleus geomètrics, i la finestra superior lobulada, de tipologia gòtic-renaixentista. Una altra porta d'accés es troba al pati posterior. L'interior conserva l'estructura original de casa popular senzilla, d'interès tipològic.

## Història
Can Vidal és un edifici dels segle xvi que conserva encara gairebé intactes l'estructura i els elements originals. En l'actualitat manté la seva funció inicial d'habitatge.